# Rafael Pereira
Rafael Henrique Campos Pereira (né le 8 avril 1997 à Contagem) est un athlète brésilien, spécialiste du 110 mètres haies.

## Biographie
En 2021 à Guayaquil, il devient champion d'Amérique du Sud du 110 m haies en 13 s 35.
En 2022, Rafael Pereira remporte le titre du 60 m haies des Championnats d'Amérique du sud en salle en établissant un nouveau record d'Amérique du Sud en 7 s 58. Il égale ce record le 4 février 2022 à Berlin. 
En mai 2022, il remporte le titre du 110 m haies lors des Championnats ibéro-américains de La Nucia. Le 18 juin 2022 lors du Meeting de Paris, il porte son record personnel à 13 s 25.
Le 23 juin 2022, lors des championnats du Brésil à Rio de Janeiro, il remporte le titre national en 13 s 17 (+ 0,4 m/s) et améliore le record d'Amérique du Sud de son compatriote Gabriel Constantino d'un centième.

## Palmarès
| Date | Compétition                    | Lieu      | Résultat | Épreuve     | Temps   |
| ---- | ------------------------------ | --------- | -------- | ----------- | ------- |
| 2021 | Championnats d'Amérique du Sud | Guayaquil | 1er      | 110 m haies | 13 s 35 |
| 2022 | Championnats ibéro-américains  | La Nucia  | 1er      | 110 m haies | 13 s 47 |
| 2023 | Jeux panaméricains             | Santiago  | 3e       | 110 m haies | 14 s 04 |
| 2024 | Championnats ibéro-américains  | Cuiabá    | 2e       | 110 m haies | 13 s 35 |

## Records
| Épreuve     | Temps        | Lieu                                               | Date                                                                       |
| ----------- | ------------ | -------------------------------------------------- | -------------------------------------------------------------------------- |
| 60 m haies  | 7 s 58 (AR)  | Berlin Mondeville Val-de-Reuil Cochabamba Belgrade | 4 février 2022 9 février 2022 14 février 2022 20 février 2022 20 mars 2022 |
| 110 m haies | 13 s 17 (AR) | Rio de Janeiro                                     | 23 juin 2022                                                               |